# گروه مک‌لارن

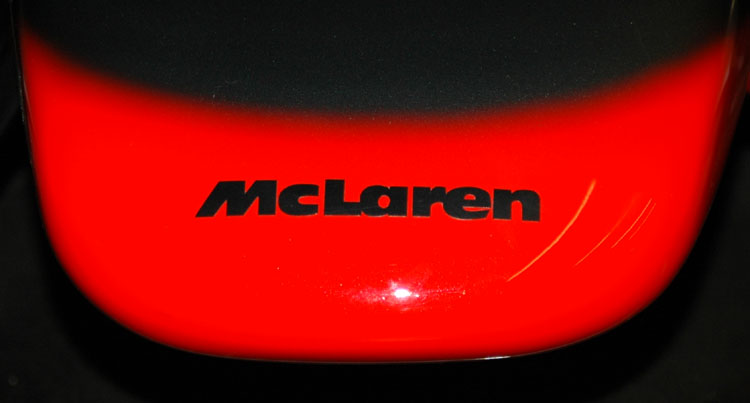
نماد تیم Mclaren

گروه مک‌لارن (انگلیسی: McLaren Group) شرکت خودروسازی بریتانیایی است، که در سال ۱۹۸۵ توسط ران دنیس تأسیس شد.